# Tính chất của nước
Nước (H
2O) là một hợp chất vô cơ phân cực ở nhiệt độ phòng, một chất lỏng không vị và không mùi, gần như không màu ngoài một màu hơi xanh vốn có. Nó là hợp chất hóa học được nghiên cứu nhiều nhất và được mô tả là " dung môi vạn năng"   và "dung môi của sự sống". Nước là chất có nhiều nhất trên Trái Đất  và là chất phổ biến duy nhất tồn tại dưới dạng chất rắn, lỏng và khí trên bề mặt Trái Đất. Đây cũng là phân tử phổ biến thứ ba trong vũ trụ (sau hydro phân tử và carbon monoxide).
Các phân tử nước hình thành liên kết hydro với nhau và phân cực mạnh. Phân cực này cho phép nó phân tách các ion trong muối và liên kết với các chất phân cực khác như rượu và axit, do đó hòa tan chúng. Liên kết hydro của nó gây ra nhiều tính chất độc đáo của nó, chẳng hạn như có dạng rắn ít đậm đặc hơn dạng lỏng của nó,  có điểm sôi tương đối cao là 100 °C cho khối lượng mol của nó và khả năng tỏa nhiệt cao.
Nước là chất lưỡng tính, có nghĩa là nó có thể thể hiện các tính chất của axit hoặc base, tùy thuộc vào độ pH của dung dịch mà nó có trong đó; nó dễ dàng tạo ra cả các ion H+
 và OH−
.  Liên quan đến đặc tính lưỡng tính của nó, nó trải qua quá trình tự ion hóa. Sản phẩm của các hoạt động, hoặc khoảng, nồng độ H+
 và OH−
 là một hằng số, do đó nồng độ tương ứng của chúng tỷ lệ nghịch với nhau.

## Tính chất vật lý
Nước là chất hóa học có công thức hóa học H
2O; một phân tử nước có hai hydro nguyên tử liên kết cộng hoá trị ngoại quan với một đơn oxy nguyên tử. Nước là một chất lỏng không vị, không mùi ở nhiệt độ và áp suất tiêu chuẩn. Nước lỏng có quang phổ hấp thụ yếu ở bước sóng khoảng 750 nm khiến nó có màu xanh lam. Điều này có thể dễ dàng được quan sát trong một bồn tắm đầy nước hoặc chậu rửa có lớp lót màu trắng. Các tinh thể băng lớn, như trong sông băng, cũng xuất hiện màu xanh.
Trong điều kiện tiêu chuẩn, nước chủ yếu là một chất lỏng, không giống như các hydride tương tự khác thuộc họ oxy, thường là khí. Tính chất độc đáo này của nước là do liên kết hydro. Các phân tử nước liên tục chuyển động trong mối quan hệ với nhau và các liên kết hydro liên tục bị phá vỡ và cải tổ ở thời gian nhanh hơn 200 femto giây (2 × 10 −13 giây). Tuy nhiên, các liên kết này đủ mạnh để tạo ra nhiều tính chất đặc biệt của nước, một số trong đó làm cho nó không thể thiếu với sự sống.

### Nước, băng và hơi nước
Trong bầu khí quyển và bề mặt Trái Đất, pha lỏng là phổ biến nhất và là dạng thường được ký hiệu bằng từ "nước". Pha rắn của nước được gọi là băng và thường lấy cấu trúc của các tinh thể cứng, hỗn hợp, chẳng hạn như khối băng, hoặc các tinh thể dạng hạt tích lũy lỏng lẻo, như tuyết. Ngoài băng kết tinh hình lục giác phổ biến, các pha tinh thể và vô định hình khác của băng được biết đến. Pha khí của nước được gọi là hơi nước. Hơi nước và mây có thể nhìn thấy được hình thành từ những giọt nước nhỏ lơ lửng trong không khí.
Nước cũng tạo thành một chất lỏng siêu tới hạn. Nhiệt độ tới hạn là 647 K và áp suất tới hạn là 22.064 MPa. Trong tự nhiên, điều này hiếm khi xảy ra trong điều kiện cực kỳ thù địch. Một ví dụ có thể có của tự nhiên nước siêu tới hạn là trong những phần nóng nhất của nước sâu miệng phun thủy nhiệt, trong đó nước được đun nóng đến nhiệt độ tới hạn bởi núi lửa đám và áp lực quan trọng được gây ra bởi trọng lượng của đại dương ở độ sâu cực nơi các lỗ thông hơi được đặt Áp suất này đạt được ở độ sâu khoảng 2200 mét: ít hơn nhiều so với độ sâu trung bình của đại dương (3800 mét).

#### Nhiệt dung và nhiệt hóa hơi và nhiệt hạch

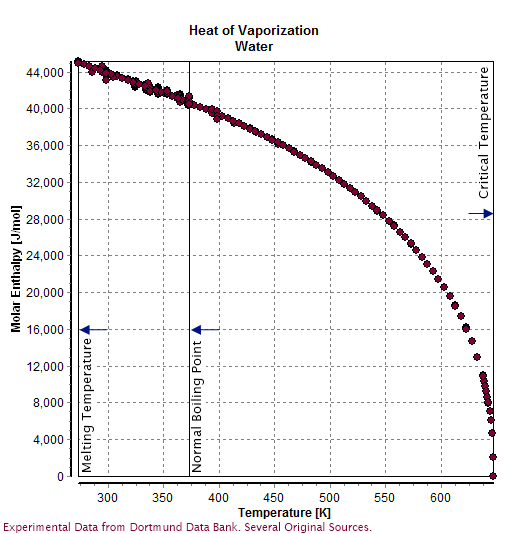
Nhiệt hóa hơi của nước từ nóng chảy đến nhiệt độ tới hạn

Nước có nhiệt dung riêng rất cao là 4.114J/(g·K) ở 25 °C - cao thứ hai trong số tất cả các loài dị hợp tử (sau amonia), cũng như nhiệt độ hóa hơi cao (40,65 kJ / mol hoặc 2257 kJ / kg tại điểm sôi bình thường), cả hai đều là kết quả của liên kết hydro rộng rãi giữa các phân tử của nó. Hai tính chất bất thường này cho phép nước điều hòa khí hậu Trái Đất bằng cách đệm các dao động lớn về nhiệt độ. Hầu hết năng lượng bổ sung được lưu trữ trong hệ thống khí hậu từ năm 1970 đã tích lũy trong các đại dương.
Entanpi riêng của phản ứng tổng hợp (thường được gọi là nhiệt ẩn) của nước là 333,55 kJ/kg ở mức 0°C: cùng một lượng năng lượng được yêu cầu để làm tan băng như làm ấm băng từ -160°C đến điểm nóng chảy của nó hoặc làm nóng cùng một lượng nước khoảng 80 °C. Trong số các chất phổ biến, chỉ có amonia là cao hơn. Tính chất này tạo khả năng chống lại sự tan chảy trên băng của sông băng và băng trôi. Trước và kể từ khi có sự làm lạnh cơ học, nước đá đã và vẫn được sử dụng phổ biến để chống làm hỏng thực phẩm.
Nhiệt dung riêng của nước đá ở mức −10°C là 2,03  J / (g · K)  và nhiệt dung của hơi nước ở mức 100 °C là 2,08  J / (g · K).